# Balık böreği
Balık böreği és una varietat de börek (burek) a la cuina turca. Es fa al forn, amb massa especialment elaborada o yufka fresca, farcida de peix i altres ingredients. Es pot fer amb bonítol en conserva, o peix (com el verat) prèviament saltat amb cebes i all. Es fa similar a la paçanga en forma, però a vegades es pot fer en forma de peix també. (Vegeu la imatge a la ref 1.) Balık böreği es pot considerar similar al fish pie de la cuina britànica per definició però és diferent en la forma, ingredients i preparació. El General Ziya Yergök explica, en les seves memòries "Sarıkamış'tan Esarete (1915-1920)", haver menjat balık böreği durant la seva estada amb els Tàtars, un poble turquès , després d'haver caigut presoner de guerra a l'exèrcit rus a l'Operació Sarıkamis. Un restaurant turc de Raleigh (Carolina del Nord)
ofreix balık böreği en el seu menú.